# Spongia officinalis
La esponja común o esponja de baño (Spongia officinalis) es una especie de esponja marina, es la más famosa tipo de esponjas y pertenece a la familia Spongiidae en el orden de las esponjas de cuerno y en el género Spongia, que todavía incluye otras 70 especies. 
Es un animal hermafrodita capaz de reproducirse tanto asexualmente, por fragmentación, como sexualmente.
Los individuos son de color gris oscuro, tornándose amarillo o marrón al secarse. Las larvas nadan libremente hasta fijarse en el fondo oceánico o en alguna superficie sumergida. Los individuos maduros son por tanto bentónicos, crecen muy lentamente, tardan aproximadamente cuarenta años en alcanzar el tamaño de una pelota de béisbol.[cita requerida]
Su pesca con intereses comerciales ha provocado una importante disminución de las poblaciones.

## Distribución

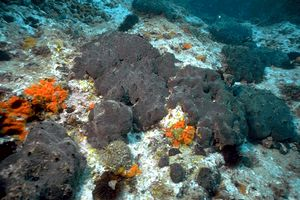
Esponja de color grisáceo.

Mar Mediterráneo, Caribe e Indias Occidentales.
La esponja de baño ordinaria viene en diferentes formas, la redonda que es la más común, la que habita a profundidades de entre 0,5 y 40 metros de profundidad. La coloración del animal varía en función de la profundidad de color blanco amarillento a negro, pero se encuentra normalmente entre marrón oscuro y gris oscuro; el interior es blanco.

## En la cultura popular
En los EE. UU. existe una serie animada en honor a esta especie. Esta serie, reconocida a nivel mundial, se llama Bob Esponja.

## Usos e interacciones humanas

### Usos
El uso de esponjas de baño para bañarse y otros fines se originó en Grecia y se extendió por toda Europa durante la Edad Media. A partir de ahí, el uso de esponjas se extendió aún más, y actualmente se envían esponjas de baño al Mediterráneo. globalmente. S. officinalis fue utilizada por humanos de muchas maneras en el pasado. Además de usar la esponja para lavar, algunos de estos usos incluían relleno en los cascos de los soldados romanos, como material absorbente durante las cirugías, como medicina para ayudar con los problemas digestivos y como una primitiva "esponja anticonceptiva". Hoy en día, las esponjas todavía se usan para lavar y también se usan con fines recreativos, como pintar con esponjas.